# Xiphorhynchus chunchotambo
Xiphorhynchus chunchotambo (лат.) — вид воробьиных птиц из семейства печниковых (Furnariidae). Выделяют три подвида. До 2002 года таксон считался подвидом Xiphorhynchus ocellatus chunchotambo.

## Распространение
Обитают в Боливии, Бразилии, Колумбии и Перу. Естественной средой обитания этих птиц являются субтропические или тропические влажные равнинные леса, а также субтропические или тропические влажные горные леса.

## Описание
Длина тела 21—24,5 см. Вес 30—38 г. Клюв относительно длинный, тонкий и заметно выгнутый.

## Биология
Представители вида преимущественно насекомоядны, но их диета в деталях не описана.
МСОП присвоил виду охранный статус «Вызывающие наименьшие опасения» (LC).